# Stephanie Pauels
Stephanie Pauels (Steffi Pauels) (* 19. Mai 1992 in Malmedy) ist eine belgische Politikerin der deutschsprachigen Christlich Sozialen Partei (CSP). Seit 2018 ist sie Mitglied im Parlament der Deutschsprachigen Gemeinschaft in Belgien.

## Leben
Stephanie Pauels absolvierte 2010 ihr Abitur am Königlichen Athenäum Sankt Vith und erwarb anschließend einen Bachelor in modernen Sprachen (Englisch-Deutsch) an der Haute École de la Ville de Liège. Sie arbeitet seit 2013 als Sekundarschullehrerin für Deutsch und Englisch am Königlichen Athenäum Sankt Vith. 2015 schloss sie einen binationalen Master in Literatur-, Kultur- und Sprachgeschichte des deutschsprachigen Raums ab, den sie an der Universität Luxemburg und der Universität des Saarlandes absolvierte. Seit 2018 ist sie Fachteamleiterin für das Fach Deutsch an ihrer Schule.
Bei den Regionalwahlen 2019 erzielte Paules ein Ergebnis von 984 Stimmen. Damals stand sie auf dem CSP-Listenplatz 9. Bei den Regionalwahlen 2024 erzielte Pauels das zweit beste Ergebnis der CSP (1.262 Vorzugsstimmen), während sie auf dem dritten Platz der Liste stand. Insgesamt erzielte sie das 11. beste Stimmenergebnis in der Deutschsprachigen Gemeinschaften.

## Politische Laufbahn
Pauels begann ihre politische Karriere 2018 als Abgeordnete im Parlament der Deutschsprachigen Gemeinschaft.
Seit 2018 ist sie effektives Mitglied im Ausschuss III für Unterricht, Ausbildung und Erwachsenenbildung. 
Seit 2024 ist sie effektives Mitglied im Ausschuss I für allgemeine Politik und Zusammenarbeit, Finanzen, lokale Behörden, Raumordnung, Energie, nachhaltige Entwicklung, Digitalisierung und Wirtschaftsförderung.
Im Zeitraum zwischen 2023 und 2024 war sie effektives Mitglied im Ausschuss II für Kultur, lokale Behörden, Beschäftigung und Wirtschaftsförderung.
Seit 2024 ist sie Präsidentin der CSP-Lokalsektion Sankt Vith/Burg Reuland und Fraktionsvorsitzende im Parlament der DG für die CSP Fraktion. Vorher bekleidete sie ein Jahr die Position der Vize-Fraktionsvorsitzenden der CSP Fraktion im Parlament der DG.